# Braunau am Inn

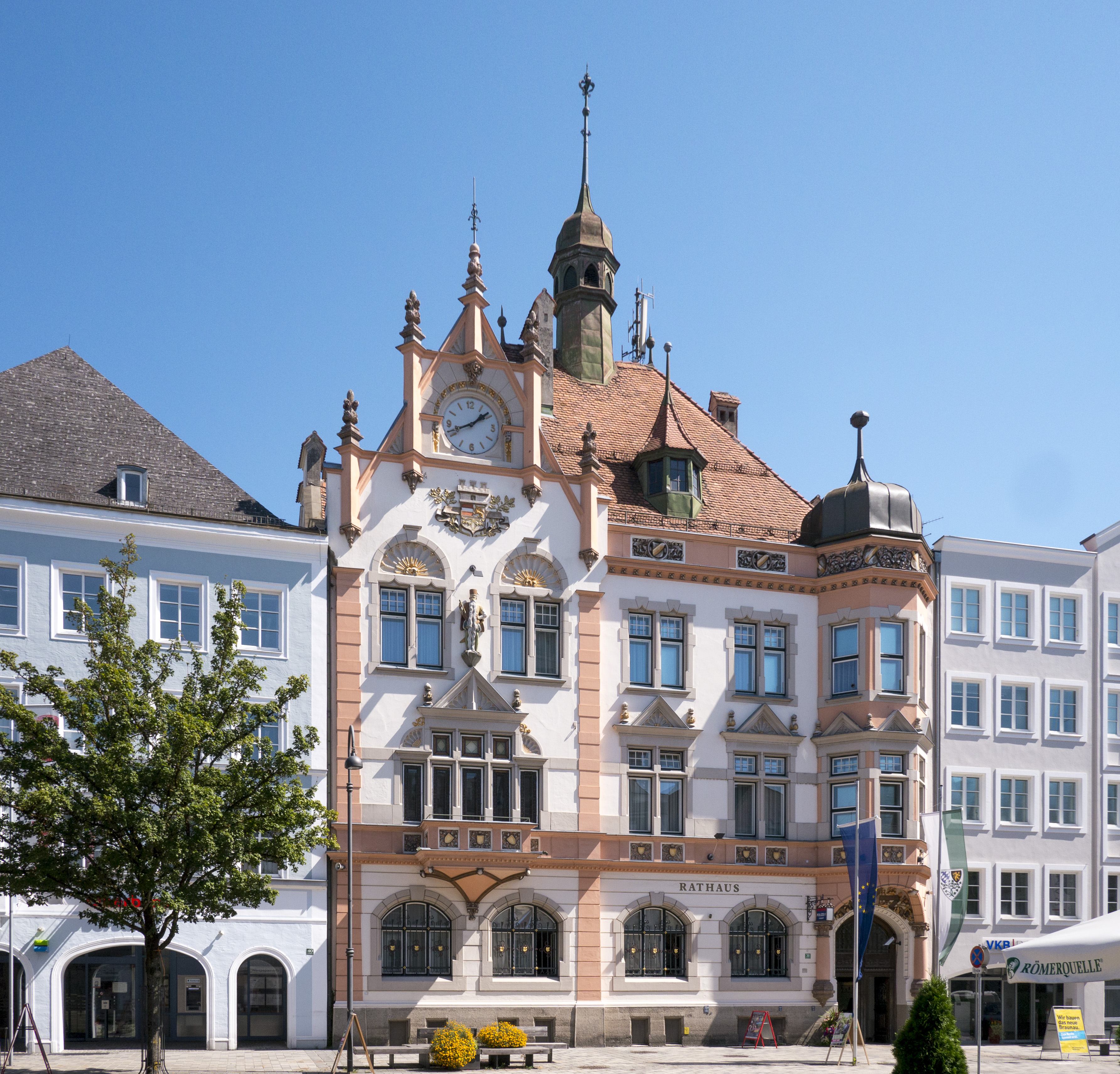
Il municipio

Braunau am Inn è un comune austriaco di 17 518 abitanti nel distretto di Braunau am Inn, in Alta Austria, del quale è capoluogo; ha lo status di città capoluogo di distretto (Bezirkshauptstadt). Celebre soprattutto per essere stata il luogo di nascita di Adolf Hitler.

## Geografia fisica
Si trova a circa 90 km ad ovest di Linz, a circa 60 km da Salisburgo, e a circa 120 km da Monaco di Baviera, sulla riva destra dell'Inn che segna il confine con la Germania (Baviera). Nello specifico la città confina con Simbach am Inn, sulla riva sinistra del fiume.

## Storia

### IX-XIX secolo
La città viene menzionata per la prima volta attorno all'810, e ricevette lo statuto cittadino nel 1260, il che la rende una delle città più antiche dell'Austria. Divenne una fortezza e un importante snodo per il commercio del sale e del traffico navale sull'Inn. Nel corso della sua storia cambiò di mano diverse volte e appartenne alla Baviera prima del 1779 e nuovamente tra il 1809 e il 1816.
Durante le guerre napoleoniche vi furono acquartierate le truppe Russe di Kutuzov, come narrato anche in "Guerra e pace".
Il 20 aprile 1889 nacque a Braunau Adolf Hitler.

### XX secolo
Tra il 1915 e il 1918 nel quartiere periferico di Laab-Höft fu allestito un grande campo profughi, composto di baracche in legno, dove furono concentrati oltre 12 000 profughi: sudditi asburgici di lingua italiana, evacuati dal Tirolo austriaco (da Riva del Garda, Arco, Folgaria, Lavarone, dal Roveretano e dalla Valsugana) e, in minor numero, galiziani ebrei. Le condizioni di vita nel campo, aggravate dalle malattie, dalle scarse possibilità di impiego e dalla cattiva alimentazione, causarono un'elevata mortalità. Sul sito del cimitero in cui furono sepolti oltre 700 trentini si trovano oggi una tabella esplicativa e un piccolo monumento.

## Monumenti e luoghi d'interesse
A Braunau si trovano la chiesa parrocchiale tardo-gotica (XV secolo) di Santo Stefano, con un campanile alto 99 m, i resti di un castello, che ospitano un museo, e parti della vecchia cinta muraria.
Sulla facciata laterale della chiesa di Santo Stefano si trova una lapide commemorativa raffigurante Hans Steininger, borgomastro del XVI secolo celebre per la sua lunghissima barba, che fu causa della sua morte nel 1567.

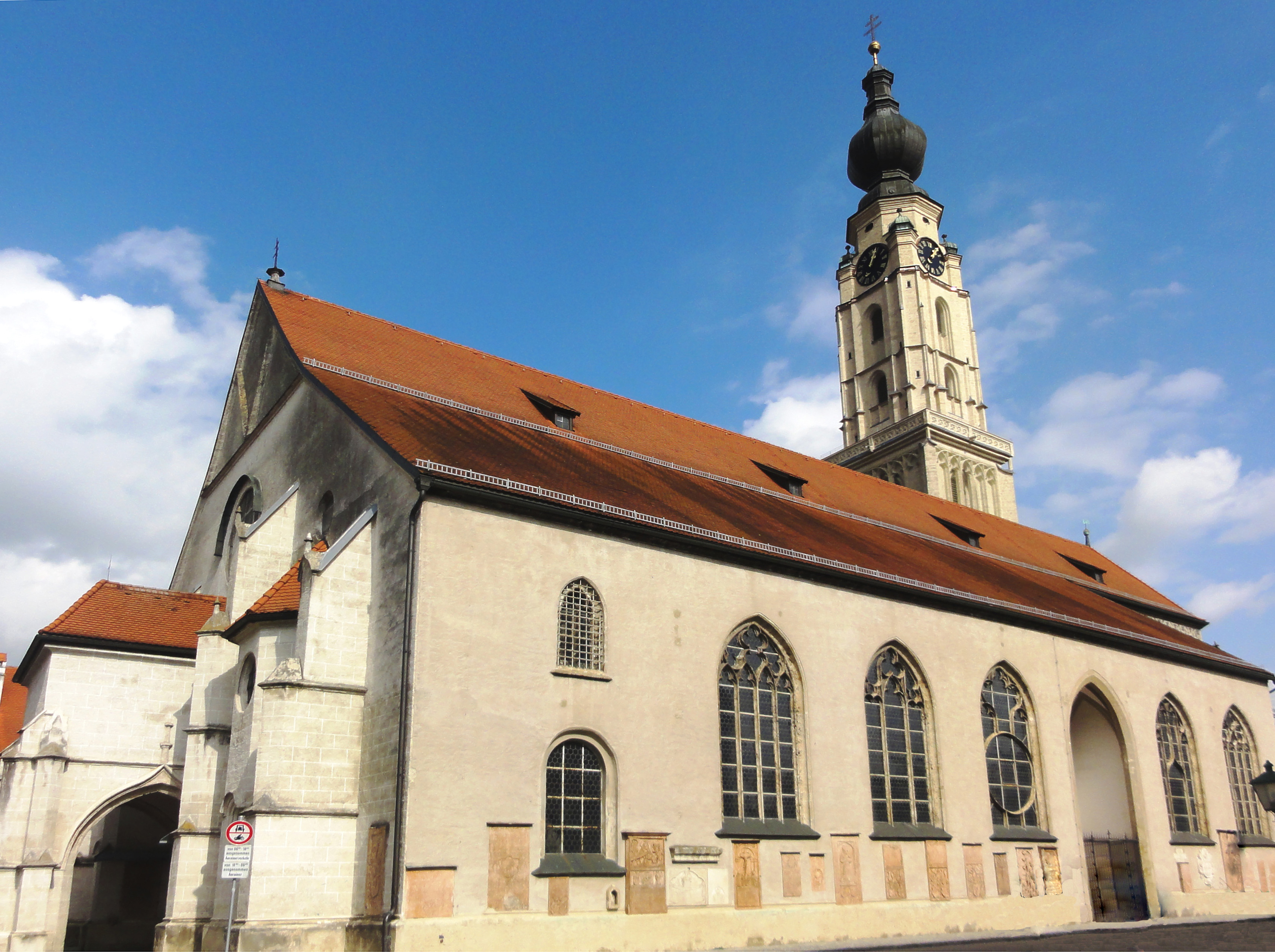
La chiesa parrocchiale di Santo Stefano

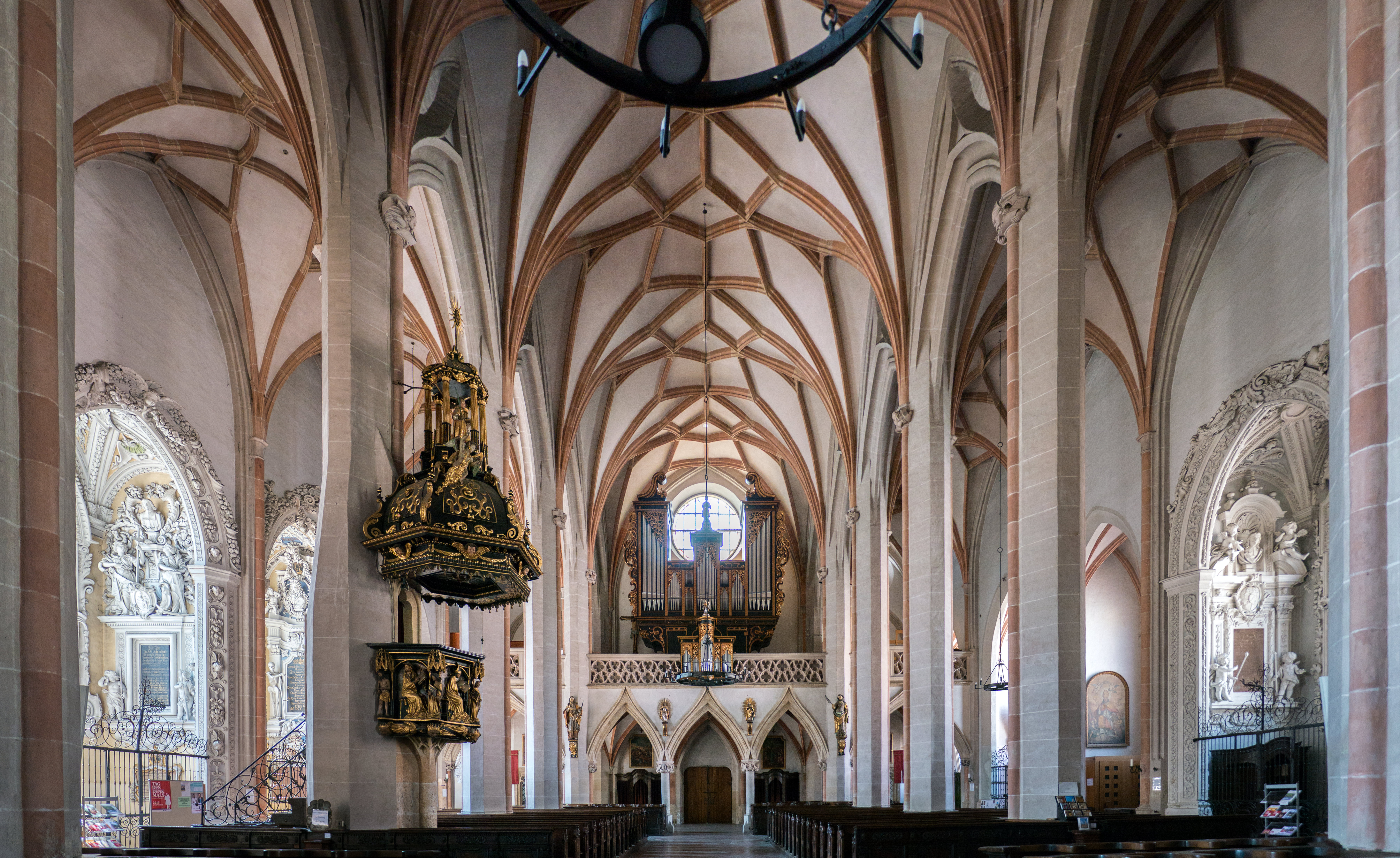
Interno della chiesa parrocchiale di Santo Stefano

### La casa natale di Adolf Hitler

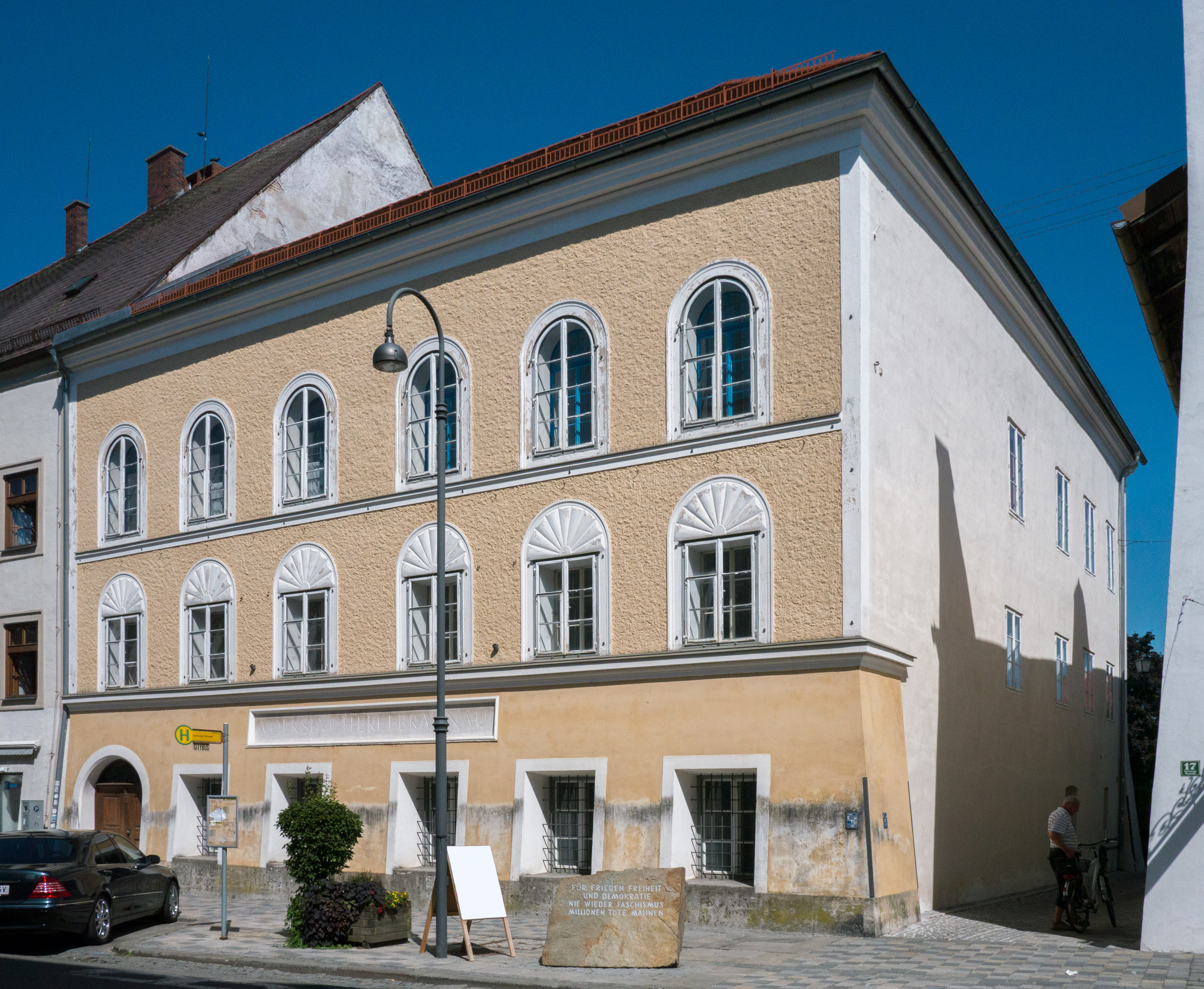
Salzburger Vorstadt 15, dimora e luogo in cui nacque Adolf Hitler

La casa natale di Adolf Hitler, al civico 15 della Salzburger Vorstadt, è stata sede della biblioteca civica fino al 1956. Nel 1952, dopo un accordo di ritorno, è stata restituita all'ex proprietaria e subito presa in affitto dalla Repubblica austriaca. In seguito ha ospitato un istituto bancario e successivamente alcune aule del locale Istituto tecnico, dal 1970 al 1976. Ultimo utilizzo noto è la collocazione al suo interno  della sede dell'associazione "Lebenshilfe", che opera a favore degli invalidi.
Già nei primi anni dopo la guerra, venne proposta la trasformazione della casa natale di Hitler in un luogo di commemorazione delle vittime del nazismo. Il consiglio comunale discusse a lungo sull'opportunità di applicare una targa commemorativa. Sotto l'egida del sindaco Hermann Fuchs e dopo l'intervento insistente dell'incaricato culturale Wolfgang Simböck, la decisione di applicare una targa sulla casa venne approvata. La targa non venne però posta per l'opposizione della proprietaria, che considerò la decisione un'intromissione nei suoi diritti di proprietà e ritenne che la targa avrebbe potuto essere oggetto di attentati sia anti- sia neo-nazisti. Un tribunale le diede ragione.
Dopo alcuni anni, nel 1989, il nuovo sindaco Gerhard Skiba prese una nuova iniziativa in tal senso. Due settimane prima del centesimo anniversario della nascita di Hitler, Skiba fece sistemare una targa commemorativa su una pietra collocata su suolo pubblico davanti alla casa. L'iscrizione sulla pietra, proveniente dal campo di concentramento di Mauthausen, recita:

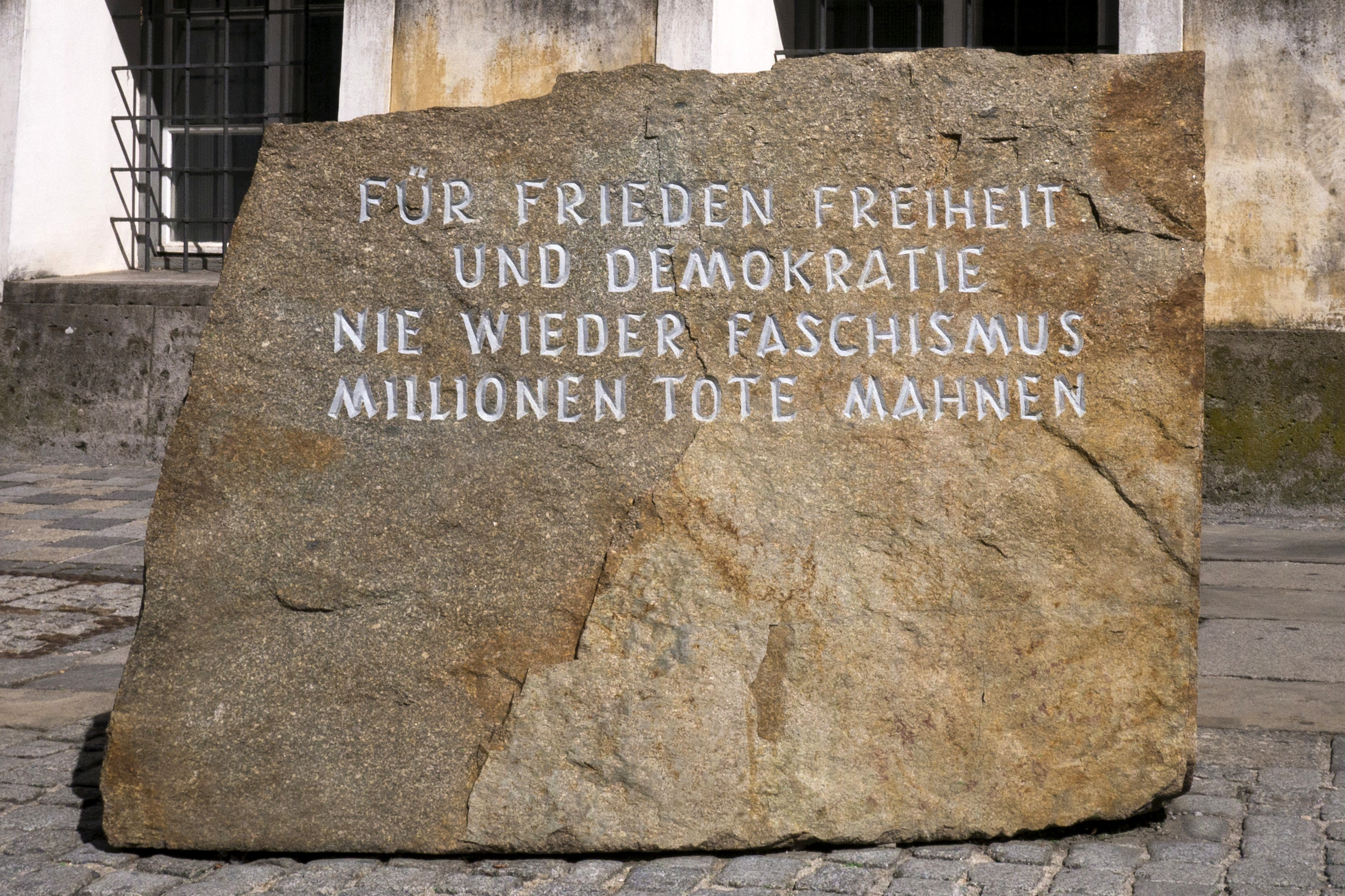
La pietra memoriale presso la casa natale di Adolf Hitler

Nel 1994 un magnate russo, rimasto anonimo, propose l'acquisto dell'edificio al fine ultimo di raderlo completamente al suolo. 
Nell'autunno del 2016 il Ministero dell'Interno austriaco ha reso noto che l'edificio verrà abbattuto, decisione in seguito riconsiderata.
Nell'agosto 2019 è stato confermato l'acquisto dell'edificio da parte dello Stato austriaco per 810 000 euro. In effetti lo Stato era già proprietario della casa di Hitler dal 2016 dopo la conclusione di una procedura di espropriazione appellata in seguito dalla proprietaria. La decisione della Corte Suprema austriaca nel 2019, ha definitivamente chiuso quella lunga disputa giudiziaria, e secondo quando annunciato dal Ministro degli Interni austriaco, architetti modificheranno l'edificio per «dargli una nuova destinazione non collegata al suo oscuro passato». La casa era diventata negli anni meta preferita di filonazisti e simpatizzanti di estrema destra che, il 20 aprile di ogni anno, in occasione del compleanno del Führer, si recavano in "pellegrinaggio". L'abbattimento dell'edificio, preso in considerazione dalle autorità statali, non è possibile in quanto l'edificio risale al 1826 ed è tutelato dai Beni Culturali, ragion per cui sarà trasformata in una caserma di polizia municipale.

## Economia
Braunau am Inn ospita scuole di ogni ordine e grado; industrie di elettronica, metallurgiche (Austria Metall AG) e di lavorazione del legno e del vetro.

## Sport
La locale squadra di calcio, il SV Braunau, raggiunse la Erste Liga, seconda divisione del campionato austriaco di calcio, nel 1993. Dopo anni di ottimi risultati, andò improvvisamente in bancarotta nel 2002 e fu retrocessa nelle serie minori. La squadra è stata rifondata col nome di FC Braunau.